# Cv Carioca (C-1)
NM Carioca (C-1) foi um navio lança-minas da Classe Carioca da Marinha do Brasil.
A embarcação participou da Segunda Guerra Mundial, patrulhando a costa brasileira e atuando como navio de escolta.